# Guess Who
Guess Who (br: A Família da Noiva) é um filme estadunidense do gênero comédia do ano de 2005 em que estrelam os atores Ashton Kutcher e Bernie Mac. 
O filme é uma refilmagem de Adivinhe Quem Vem Para Jantar, de 1967.

## Sinopse
Percy Jones, um homem negro e de personalidade forte, vive um grande dilema, ao saber que a sua filha, Theresa, está noiva de um homem branco. Para piorar a situação, Simon, o namorado de Theresa, em busca de "amenizar" o clima pesado que se segue durante os vários dias em que eles ficam hospedado na casa de Percy, parte para táticas e brincadeiras que acabam levando a família da noiva para o lado oposto, causando grande confusão para todos. Mas o amor entre Simon e Theresa, vencerá toda a forma de preconceito racial, fazendo inclusive Percy perceber qualidades de Simon, desconhecidas até então por ele.
Foi um grande sucesso nos cinemas americanos, no entanto, no Brasil, obteve notoriedade apenas na área televisiva.

## Elenco
- Ashton Kutcher .... Simon Green
- Zoe Saldana .... Theresa Jones
- Bernie Mac .... Percy Jones
- Judith Scott .... Marilyn Jones
- Hal Williams .... Howard Jones
- Kellee Stewart .... Keisha Jones
- Robert Curtis-Brown .... Dante
- RonReaco Lee .... Reggie
- Paula Newsome .... Darlene
- Phil Reeves .... Fred
- Sherri Shepherd .... Sydney
- Nicole Sullivan .... Liz Klein
- Jessica Cauffiel .... Polly
- Jonelle Kennedy .... Winnie
- Niecy Nash .... Naomi
- Kimberly Scott .... Kimbra

## Recepção da crítica
Guess Who tem recepção mista por parte da crítica especializada. Com tomatometer de 43% em base de 143 críticas, o Rotten Tomatoes publicou um conenso: “Apesar da química de suas estrelas, Guess Who, um remake solto de Guess Who's Coming to Dinner, não tem a relevância política do original”. Tem  49% de aprovação por parte da audiência, usada para calcular a recepção do público a partir de votos dos usuários do site.